# Mikkel Knudstrup
Mikkel Knudstrup (født 28. november 1991) er en dansk fodboldspiller, der spiller i den danske 1. divisionsklub FC Fredericia.

## Karriere

### FC Nordsjælland
Knudstrup startede sin seniorkarriere i FC Nordsjælland, hvor han som 18 årig blev rykket op i klubbens A-trup i 2010 efter at være blevet omskolet fra angriber til forsvarer. Han nåede dog aldrig for alvor ind omkring førsteholdet og efter et halvt år i A-truppen blev han fritstillet af klubben. Han nåede at spille en enkelt halvleg i pokalturneringen for FC Nordsjælland.

### FC Vestsjælland
Efter bruddet med FC Nordsjælland tog Knudstrup på prøvetræning i 1. divisions klubben FC Vestsjælland, som han kort efter skrev kontrakt med frem til sommeren 2012. Da kontrakten med FC Vestsjælland udløb valgte Knudstrup at forlade klubben, da den ikke ville tilbyde ham en ny kontrakt af mere end 6 måneders varighed.

### Hvidovre IF
I juli 2012 skrev Knudstrup en halvårig kontrakt med Hvidovre IF Inden aftalen med Hvidovre IF havde Knudstrup været på prøvetræning i Viborg FF. I januar 2013 blev aftalen med klubben forlænget.

### FC Fredericia
Den 1. august blev det offentliggjort, at Knudstrup skiftede til FC Fredericia på en 2-årig kontrakt.